# سباستین کوردا
سباستین کوردا (انگلیسی: Sebastián Corda؛ زادهٔ ۲۹ ژوئن ۱۹۹۵) بازیکن فوتبال اهل آرژانتین است.